# دوست‌دختر (مجموعهٔ تلویزیونی)
دوست‌دختر (به انگلیسی: The Girlfriend)، یک مینی‌سریال آمریکایی-انگلیسی است که در سال ۲۰۲۵ منتشر خواهد شد. فیلم‌نامه این اثر بر پایه رمانی به همین نام نوشته میشل فرانسیس اقتباس شده است. داستان این مینی‌سریال دربارهٔ مادری به نام لورا است که رابطه او با تنها پسرش دنی با ورود دوست‌دختر جدید او دستخوش تغییراتی می‌شود. مینی‌سریال مضامینی همچون عشق، حرص و طمع و قدرت را بررسی می‌کند. رابین رایت، اولیویا کوک، لوری دیویدسون و ولید زعیتر بازیگران پروژه هستند. رایت علاوه بازی در نقش اصلی، مسئولیت کارگردانی کار را نیز برعهده دارد.
روند تولید دوست‌دختر از مه ۲۰۲۴ آغاز شد. فیلم‌برداری در ژوئن ۲۰۲۴ از لندن شروع و در اکتبر همان سال در اسپانیا به پایان رسید. این مینی‌سریال شش قسمتی از تاریخ ۱۰ سپتامبر ۲۰۲۵ توسط آمازون پرایم ویدئو منتشر خواهد شد.